# Rory Ronde
Rory Ronde (Den Helder, 1978), ook bekend onder het pseudoniem Kofi Anonymous, is een Nederlandse gitarist.

## Biografie
Ronde groeide op in Amsterdam in een muzikaal gezin. Zijn vader, Henry Ronde, speelde diverse instrumenten en reeds op 9-jarige leeftijd begon hij gitaar te spelen. Ronde is volledig autodidact. Na zijn middelbareschooltijd startte hij een opleiding informatica. In 1998 won hij het gitaarconcours op de Music Expo in Ahoy Rotterdam. De jury, onder leiding van Harry Sacksioni, was lovend over zijn spel.
Hij sloot zich aan bij de Dox Family, de muzikantenkring van Dox Records en was in die hoedanigheid te horen op platen van Benny Sings, Giovanca, New Cool Collective en Roos Jonker. Ronde is echter vooral bekend als vaste begeleider van Wouter Hamel. Zijn solowerk brengt hij uit onder de naam Kofi Anonymous.
Momenteel speelt Ronde in de begeleidingsbands van Wouter Hamel en Roos Jonker en maakt hij deel uit van New Cool Collective.

## Discografie als begeleidend muzikant
- 2007: Benny Sings - Benny...at home - gitaar
- 2007: Wouter Hamel - Hamel - gitaar
- 2008: Giovanca - Subway sect - gitaar en basgitaar
- 2008: Ntjamrosie - Atouba - gitaar en synthesizer
- 2009: Wouter Hamel - Nobody's tune - gitaar
- 2009: Charlene - Charlene - gitaar
- 2009: Mary Davis Jr. - Lovin' it - gitaar
- 2010: Giovanca - While I'm awake - gitaar
- 2010: Roos Jonker - Mmmmm - gitaar
- 2012: Wouter Hamel - "Lohengrin" - gitaar